# بات بولسن
بات بولسن (بالإنجليزية: Pat Paulsen)‏ (و. 1927 – 1997 م)هو ممثل من الولايات المتحدة الأمريكية . ولد في ساوث بيند .
توفي في تيخوانا .بسبب سرطان القولون .

## روابط خارجية
- بات بولسن على موقع IMDb (الإنجليزية)
- بات بولسن على موقع ميوزك برينز (الإنجليزية)
- بات بولسن على موقع تيرنر كلاسيك موفيز (الإنجليزية)
- بات بولسن على موقع إن إن دي بي (الإنجليزية)
- بات بولسن على موقع أول ميوزيك (الإنجليزية)
- بات بولسن على موقع ديسكوغز (الإنجليزية)
- بات بولسن على موقع قاعدة بيانات الفيلم (الإنجليزية)